# Борисовский тракт (станция метро)
«Бори́совский тракт» (бел. Барысаўскі тракт) — станция Московской линии Минского метрополитена. Расположена между станциями «Восток» и «Уручье».
Станции «Уручье» и «Борисовский тракт» открыты 7 ноября 2007 года.

## Конструкция
Станция с двумя вестибюлями (в настоящее время эксплуатируется только западный). Подземные переходы и рабочий вестибюль оборудованы лифтами для лиц с ослабленным здоровьем, насыщены объектами сервисного обслуживания пассажиров. Платформенный участок решен по двухпролётной схеме с шагом круглых колонн, длиной 6 м.
Интерьер пассажирских помещений станции «Борисовский тракт» (переходы, кассовые залы, перронный зал), выполнены в едином архитектурном стиле. Отделка стен, подвесных потолков перетекает из одного пространства в другое с максимальным насыщением художественными работами в зоне лестнично-лифтового узла.
В отделке станции используются: полированный гранит для цоколя путевой стены и шлифованный для пола платформы и вестибюля, мрамор для путевых стен и стен вестибюля, бучардированный гранит с повышенной шероховатостью рабочей поверхности на ступенях лестниц и на полосе безопасности по краю платформы, для облицовки колонн — металлокерамика. Элементы оформления колонн, поручней и ограждений — полированная нержавеющая сталь.
В вестибюлях запроектирован глянцевый реечный потолок темно-коричневого цвета, который на платформе трансформируется в центральный карнизный элемент.
Освещение вестибюлей — люминесцентными точечными светильниками, перронного зала — закарнизное люминесцентными лампами по центру и круглыми светильниками по краю платформы.
Восточный вестибюль не эксплуатируется по настоящее время, однако степень его готовности составляет 85 %. Ещё при строительстве станции была выполнена черновая отделка стен кассового зала и подземного перехода без облицовки мрамором. Со стороны перрона вход во второй вестибюль закрыт полукруглой декоративной стенкой из гипсокартона, однако по своей высоте она не доходит до потолка, отчего заметны перекрытия, заходящие за стенку. Выход из вестибюля ведет только на одну сторону проспекта Независимости (Московское кладбище). Со стороны улицы кроме вентшахты имеется вход, заложенный стеной из блоков и имеющий одностворчатое дверное полотно. Консервация второго вестибюля связана с его невостребованностью — близлежащая территория уже 10 лет остается незастроенной. Однако предполагается, что выход может быть расконсервирован и использоваться в дальнейшем после строительства автостанции.

## Выходы
Выходы со станции ведут к 15 корпусу Белорусского национального технического университета и Восточному кладбищу.
На станции, как и на станции метро «Спортивной» Автозаводской линии, имеется только один вестибюль, что связано с малым пассажиропотоком на станции.

## Фотогалерея
- Скамейка
- Закрытый выход
- Название на путевой стене
- Светильники
- Выход в город
- Подъёмник для инвалидов
- Выход к Восточному кладбищу